# Pectinidae
Pectinidae е семейство соленоводни морски миди от разред Ostreoida.
Черупките на мекотелите са изящни, като притежават няколко радиално насочени изпъкналости, завършващи на ръба. В основата си, където се залавят, образуват допълнително по две уши, които придават по-голяма основа на залавяне. Формата на черупката е символ на поклонничество в християнската и индуистката религия. Тя е използвана и като прототип на лого за петролната компания Роял Дъч Шел.
Представителите са хермафродитни, като мъжките полови жлези узряват по-рано. По ръба на мантията от двете страни се намират множество вторични очи. Това са сетивни органи, които имат усет за светлина и предпазват мидите от потенциална заплаха.
Някои видове миди са обект на промишлен улов и се консумират от хората.

## Класификация
Семейството е представено от следните подсемейства и родове:
- Подсемейство Camptonectinae Habe, 1977
  - Delectopecten Stewart, 1920
  - Ciclopecten Seguenza, 1877
  - Lyropecten Conrad, 1862
  - Pseudohinnites Dijkstra, 1989
- Подсемейство Hemipectinae Habe, 1977 (спорен)
  - Hemipecten Adams & Reeve, 1849
- Подсемейство Palliolinae Korbkov in Eberzin, 1960
  - Триб Palliolini Waller, 1993
    - Palliolum Monterosato, 1884
    - Lissochlamys Sacco, 1897
    - Placopecten Verrill, 1897
    - Pseudamussium Mörch, 1853
    - Mesopeplum Iredale, 1929
- Подсемейство Pectininae
  - Триб Decatopectinini Waller, 1986
    - Anguipecten Dall, Bartsch & Rehder, 1938
    - Annachlamys Iredale, 1939
    - Bractechlamys Iredale, 1939
    - Decatopecten Rüppell in G. B. Sowerby II, 1839
    - Excellichlamys Iredale, 1939
    - Flexopecten Sacco, 1897
    - Glorichlamys Dijkstra, 1991
    - Gloripallium Iredale, 1939
    - Juxtamusium Iredale, 1939
    - Mirapecten Dall, Bartsch & Rehder, 1938

  - Триб Pectinini Wilkes, 1810
    - Amusium Röding, 1798
    - Dentamussium Dijkstra, 1990
    - Pecten Müller, 1776
    - Euvola Dall, 1898
    - Minnivola Iredale, 1939
    - Serratovola Habe, 1951
- Подсемейство Chlamydinae von Teppner, 1922
  - Триб Clamydini von Teppner, 1922Semipallium fulvicostatum
    - Chlamys Röding, 1798
    - Complichlamys Iredale, 1939
    - Coralichlamys Iredale, 1939
    - Equichlamys Iredale, 1929
    - Hinnites Deference, 1821
    - Laevichlamys Waller, 1993
    - Manupecten Monterosato, 1872
    - Nodipecten Dall, 1898
    - Notochlamys Cotton, 1930
    - Pascahinnites Dijkstra & Raines, 1999
    - Pedum Bruguière, 1791
    - Psychrochlamys Jonkers, 2003
    - Scaeochlamys Iredale, 1929
    - Semipallium Jousseaume in Lamy, 1928
    - Swiftopecten Hertlein, 1936
    - Veprichlamys Iredale, 1929

  - Триб Austrochlamydini Jonkers, 2003
    - Austrochlamys Jonkers, 2003

  - Триб Adamussiini Habe, 1977
    - Adamussium Thiele, 1934

  - Триб Fortipectinini Masuda, 1963
    - Mizuhopecten Masuda, 1963
    - Patinopecten Dall, 1898

  - Триб Crassadomini Waller, 1993
    - Crassadoma Bernard, 1986
    - Caribachlamys Waller, 1993

  - Триб Mimachlamydini Waller, 1993
    - Mimachlamys Iredale, 1929
    - Spathochlamys Waller, 1993
    - Talochlamys Iredale, 1935 

  - Триб Aequipectinini F. Nordsieck, 1969
    - Aequipecten Fischer, 1886
    - Argopecten Monterosato, 1889
    - Cryptopecten Dall, Bartsch & Rehder, 1938
    - Haumea Dall, Bartsch & Rehder, 1938
    - Leptopecten Verrill, 1897
      - Leptopecten latiauratus Conrad, 1837

    - Volachlamys Iredale, 1939
- Подсемейство incertae sedis
  - Hyalopecten Verrill, 1897